# Renáta Katona
Renáta Katona (17 novembre 1994) è una schermitrice ungherese, specializzata nella sciabola. Ha vinto una medaglia d'oro ai Campionati mondiali di scherma.
Nel 2017 ha vinto la medaglia d'argento nella sciabola a squadre femminile alle Universiadi di Taipei. Quattro anni più tardi ha gareggiato nella sciabola femminile alle Olimpiadi di Tokyo.

## Palmarès
- Mondiali

Il Cairo 2022: oro nella sciabola a squadre.
Tbilisi 2025: bronzo nella sciabola a squadre